# Очиток Эрнандеса
Очиток Эрнандеса (лат. Sedum hernandezii) – вид суккулентных растений рода Очиток, семейства Толстянковые.

## Описание
Очиток Эрнандеса — миниатюрное суккулентное растение с ветвистыми крепкими побегами бежевого цвета, покрытыми матово-зелёными овальными листьями.

## Распространение
Родным ареалом этого вида является центральная Мексика (штат Пуэбла). Суккулентный полукустарник произрастает в основном в субтропических биомах.

## Таксономия
Sedum hernandezii J.Meyrán, первое упоминание в Cact. Suc. Mex. 35: 27 (1990).

#### Этимология
Sedum: Родовое латинское наименование, от лат. sedare – «усмирять» (сочные листья действуют как болеутоляющее средство от ран) или sedere – сидеть (многие виды распростёрты по земле). Русское название рода Очиток заимствовано из украинского языка и восходит к укр. очисток, поскольку растение применяется как лечебное очищающее средство.
hernandezii: Видовой латинский эпитет.

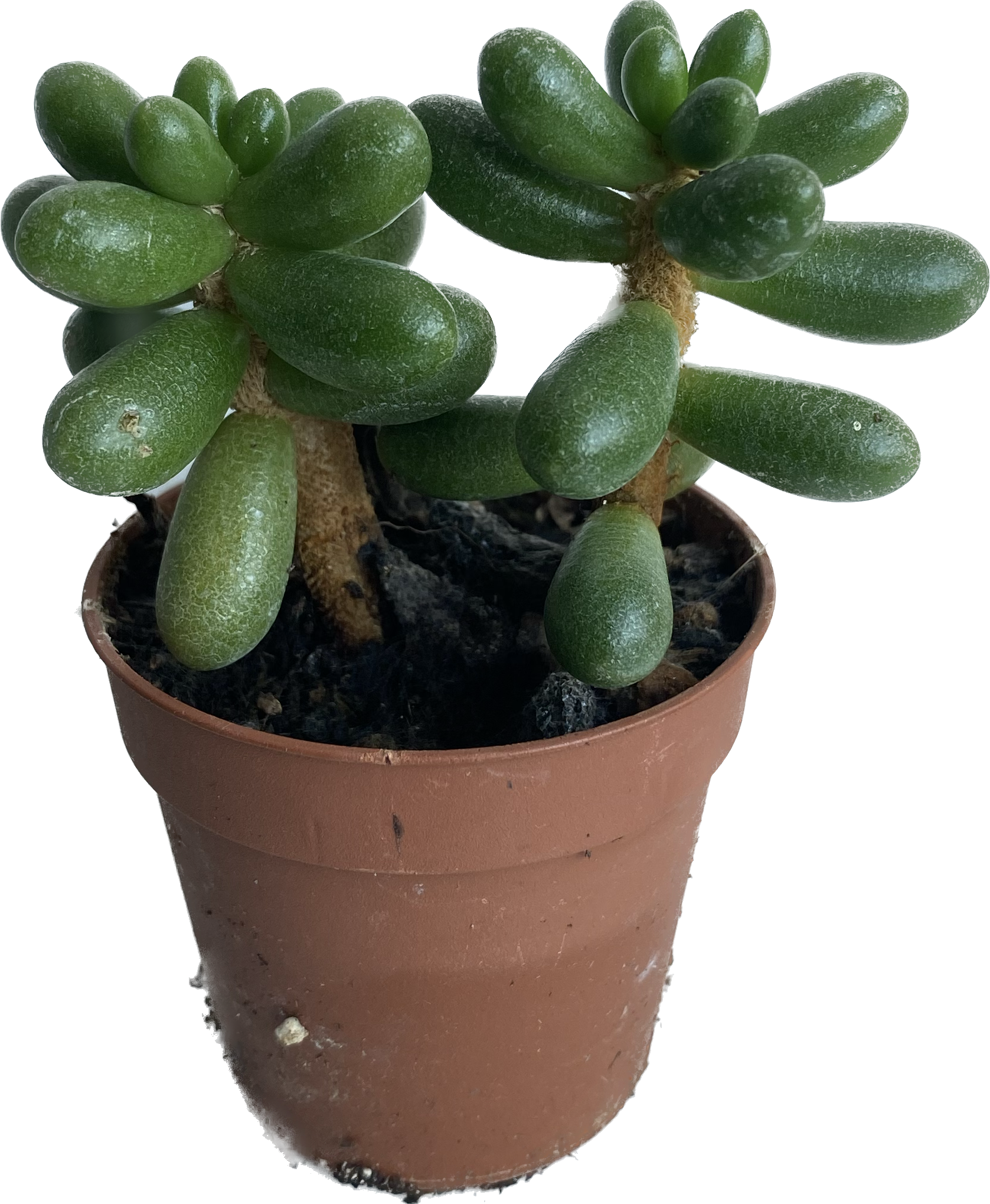